# VH1 Storytellers
VH1 Storytellers ist das 17. Musikalbum, beziehungsweise das vierte Livealbum von Ringo Starr nach der Trennung der Beatles. Es wurde am 19. Oktober 1998 in Großbritannien (USA: 20. Oktober 1998) veröffentlicht.

## Entstehungsgeschichte
Noch vor dem Erscheinungsdatum des letzten Studioalbums Vertical Man im Juni 1998 begann Ringo Starr mit den Promotionarbeiten zu diesem Album. Dazu begab er sich mit seiner Studioband Ringo and the Roundheads auf eine kurze Werbetour. Das erste Konzert fand am 12. Mai 1998 im Bottom Line Cabaret in New York statt. Das zweite Konzert wurde im Rahmen der Serie VH1 Storytellers in den Sony Music Studios in New York als Live-Video sowie als Live-CD aufgezeichnet. Die Titel des Konzerts wurden mit kleinen Geschichten zur Entstehung der Lieder angereichert. Fragen des Publikums wurden ebenfalls durch Ringo Starr beantwortet. Die Erstausstrahlung des Konzerts erfolgte vom Fernsehsender VH-1 am 28. Juni 1998 in den USA.
Einen weiteren Auftritt für VH-1 hatten Ringo Starr and the Roundheads am 17. Juni 1998, wiederum in den Sony Music Studios; dieser wurde erstmals am 11. September 1998 ausgestrahlt. Folgende Lieder wurden im Rahmen der Serie hard rock live gesendet:
1. Photograph
2. La De Da
3. I Was Walkin’
4. Medley: Love Me Do / With a Little Help from My Friends

Eine legale CD- oder Videoveröffentlichung erfolgte von diesen Liedern nicht.

## Covergestaltung
Das Cover entwarf Sandra Monteparo. Die Coverfotos wurden von Marc Bryan-Brown aufgenommen. Der CD liegt ein aufklappbares bebildertes achtseitiges Begleitheft bei, das Informationen zu den Liedern und dem Album enthält.

## Titelliste
1. With a Little Help from My Friends (Lennon/McCartney) – 4:18
2. It Don’t Come Easy (Richard Starkey a) – 3:18
3. I Was Walkin’ (Richard Starkey/Mark Hudson/Dean Grakal) – 4:21
4. Don’t Pass Me By (Richard Starkey) – 5:40
5. Back Off Boogaloo (Richard Starkey) – 3:40
6. King of Broken Hearts (Richard Starkey/Mark Hudson/Steve Dudas/Dean Grakal) – 7:42
7. Octopus’s Garden (Richard Starkey) – 2:51
8. Photograph (Richard Starkey/George Harrison) – 4:10
9. La De Da (Richard Starkey/Mark Hudson/Steve Dudas/Dean Grakal) – 5:04
10. What in the… World (Richard Starkey/Mark Hudson/Steve Dudas/Dean Grakal) – 5:31
11. Love Me Do (Lennon/McCartney) – 3:42
12. With a Little Help from My Friends (Reprise) (Lennon/McCartney) – 1:19
13. I’ve Got Blisters… – 0:13
14. The End – 0:03 – Ringo: “I do believe this is the end.”

## Wiederveröffentlichungen
Die CD-Veröffentlichung aus dem Jahre 1998 wurde bisher nicht neu remastert.

## Single-Auskopplungen
Aus dem Album wurden keine Singleauskopplungen vorgenommen.

## Sonstiges
- Eine Veröffentlichung im LP-Format erfolgte nicht.
- Am 10. November 1998 wurde in den USA eine VHS-Videokassette unter dem Titel VH-1 Storytellers beim Label Polygram Video vertrieben. Eine Veröffentlichung auf DVD erfolgte bisher nicht. Die Titelreihenfolge der VHS-Videokassette ist wie folgt:

1. With a Little Help from My Friends
2. Back Off Boogaloo
3. Don’t Pass Me By
4. It Don’t Come Easy
5. Octopus’s Garden
6. Photograph
7. La De Da
8. King of Broken Hearts
9. Love Me Do
10. With a Little Help from My Friends

Folgende Lieder sind im Livevideo nicht enthalten:
1. I Was Walkin’
2. What in the… World